# Ulisse e Nausicaa
Ulisse e Nausicaa (Ulysse et Nausicaa) è un dipinto a olio su tela realizzato da Louis Gauffier nel 1798, a Firenze, in Italia. Il quadro è conservato al museo Santa Croce di Poitiers, in Francia.

## Storia
Quest'opera venne commissionata da Thomas Hope, un ricco collezionista britannico. Nel 1826, il quadro era conservato nella sua residenza di Deepdene, nel Surrey, dove è attestato anche nel 1841. L'opera venne lasciata in eredità al suo pronipote, Lord Francis Pelham-Clinton-Hope. In seguito il dipinto passò attraverso varie gallerie d'arte e vari proprietari; il museo Santa Croce lo acquistò alla galleria d'arte londinese Sotheby's il 12 febbraio 1969. Da allora, il quadro è di proprietà del comune di Poitiers.

## Descrizione
La scena si svolge all'aperto, in un'ambientazione campestre. A sinistra si trova un uomo nudo che avanza verso una figura femminile al centro e un gruppo di alcune donne che fuggono. Il quadro presenta una fontana abbellita dalla vegetazione che richiama le vestigia e le rovine dell'antichità, nonché un paesaggio sullo sfondo con dei cavalli e un carro. Inoltre, ai piedi della fontana si trovano sparsi degli accessori (dei vasi e dei tessuti antichizzanti).

## Analisi
Questo quadro raffigura una scena tratta dal canto sesto dell'Odissea di Omero. Evoca l'incontro tra Ulisse e Nausicaa, la figlia del re Alcinoo, giunta con le sue serve a lavare i suoi panni alla foce di un fiume. Ulisse sarebbe stato risvegliato dalle loro voci dopo essersi addormentato sfinito e ignudo nei pressi di un cespuglio, dopo un naufragio. Quindi avrebbe circondato i suoi fianchi con del fogliame. Le serve, terrorizzate da questo sconosciuto, fuggono, mentre Nausicaa, ispirata da Atena, resta per ascoltare il giovane eroe.
Il committente, Thomas Hope, era un grande ammiratore dell'antichità e delle sue vestigia, e il quadro appartiene alla corrente del neoclassicismo. Questo stile si traduce in una preminenza del disegno sul colore, ma anche nella resa della vegetazione e dei panneggi ispirati direttamente alla statuaria antica. Le giovani indossano delle tuniche greche; anche gli accessori come i vasi e i sandali sono antichizzanti. A ciò si aggiungono dei tessuti, uno dei quali è posto sulla fontana, che possono evocare una scena teatrale.
Con la sua tunica ricamata e la sua corona di fiori, Nausicaa si rivela una principessa, ed è la figura centrale del quadro. Un raggio di luce mette in risalto il personaggio con un punto di fuga che va verso il cielo sullo sfondo. Le zone illuminate mettono in evidenza il profilo di Ulisse, la figura di Nausicaa, la resa delle mani e la superficie del suolo come in una scena teatrale nella quale si svolge la storia.
Per la sua tela Louis Gauffier scelse una composizione simile a un fregio. Per la sua nudità Ulisse contrasta con il resto delle figure, ma è integrato nel quadro dalla sua posa e dalle braccia tese verso la principessa. L'artista adopera delle tonalità scure, con una grande economia di mezzi. Nel mentre, utilizza il rosso per attirare l'attenzione sull'agitazione dei personaggi. Al contrario, utilizza delle tonalità bianche e color crema per indicare l'immobilità statuaria di Nausicaa e delle tonalità verdi e marroni per rendere il luogo campestre.